# Augurio de Tarragona
Augurio de Tarragona o San Augurio (muerto el 21 de enero del 259) fue un clérigo cristiano hispanorromano. También se le cita como Augurino. Ejerciendo el cargo de diácono, fue martirizado junto con el obispo Fructuoso y el también diácono Eulogio. Murió quemado vivo en el anfiteatro de Tarraco, durante la persecución decretada por los emperadores romanos Valeriano y Galerio. Fueron posiblemente los primeros mártires de los que hay constancia documental en la Historia del Cristianismo en España.
El año 2008-2009, con motivo del 1750 aniversario, se ha declarado año jubilar para la archidiócesis de Tarragona por el papa Benedicto XVI.